# Ivar Österström
Axel Ivar Emanuel Österström (i riksdagen kallad Österström i Härnösand), född 26 augusti 1887 i Skuttunge socken, död 16 december 1943 i Stockholm, var en svensk chefredaktör och riksdagsledamot (folkpartist).

## Biografi
Ivar Österström var son till skomakaremästaren Axel Viktor Österström och Hulda Erika Hedberg. En kort tid var Österström medlem av Socialdemokraterna, då han 1905 deltog i ungdomsförbundets konstituerande kongress, och medverkade i tidningen Folket som redaktör. 
Därefter blev Österström medlem av den borgerliga vänstern som redaktör för Norra Västerbotten (1910–1913). Österström var verksam vid Västernorrlands allehanda från 1913, och dess redaktör från 1916 till sin död. 1913–1915 gjorde han ett mellanspel som redaktör för Norrbottens Tidningen. Österström var Publicistklubbens ordförande de första åren av andra världskriget (1939–1942), samt medlem av Pressrådet (1939–1941).
Han var ledamot av riksdagens andra kammare för Västernorrlands läns valkrets 1922–1924 och 1933-1943, däremellan åren 1925–1933 tillhörde han första kammaren för Västernorrlands läns och Jämtlands läns valkrets. I andra kammaren tillhörde han andra lagutskottet, utrikesutskottet, samt talmanskonferensen från 1939 och utsågs till 2:e vice talman 1940. Han var landstingsledamot från 1919, och riksgäldsfullmäktig 1942.
Österström var under sin tid en av Folkpartiets mest framträdande språkrör, och engagerade sig särskilt för nykterhetsfrågan. Mot socialdemokraterna i regeringsställning förde han en försonande hållning i den så kallade kriskompromissen 1933, i strid mot huvudfåran i partiet, och under samlingsregeringen. I egenskap av ordförande i Publicistklubben och medlem av Pressrådet ställde han sig bakom regeringens tryckfrihetspolitik, och blev därför häftigt angripen av Ture Nerman som nazistisk medlöpare, och av Torgny Segerstedt för att han skulle ha "funnit det i sin ordning" att göra tyskarna "den lilla tjänsten" med permittenttrafiken.
Österström avled hastigt i december 1943 och är begravd på Skogskyrkogården i Gamla Enskede söder om Stockholm. Hans biografi har författats av släktingen Clas Engström, Talmannen gick ut i kylan (1983).